# Димитрій (Сеченов)
Митрополит Дими́трій (Даниїл Андрійович Се́ченов; нар.6 грудня 1709, Московський повіт — пом. 14 грудня 1767, Москва) — російський релігійний діяч, проповідник і місіонер, вихованець українських просвітителів Московії, зокрема єпископа Іоанна Дубинського. Як член Святійшого Синоду РПЦ, підтримав ліквідацію православних монастирів (так звана секуляризація церковних земель), ініційованою імператрицею Катериною ІІ, а також виступив суддею у скандальній справі українського православного діяча, святителя Арсенія Мацієвича. 1740 спровокував збройне Терюшевське повстання ерзянських громад Нижегородської губернії.
Єпископ Російської православної церкви (безпатріаршої), від 1762 — митрополит Новгородський та Великолуцький РПЦ(б).

## Життєпис
Народився в околицях Москви у дворянській родині.
1730 — закінчив Слов'яно-греко-латинську академію, де потрапив під сильний вплив української православної традиції, якій не зраджував до кінця життя.
17 березня 1731 — пострижений в мантію з іменем Димитрій і 24-го листопада того ж року рукопокладений в ієромонаха.
24 листопада 1735 — був призначений вчителем в рідну академію, з 29 вересня 1738 перебрав на себе обов'язки академічного проповідника.
4 грудня 1738 — вирушає до Татарстану, де був призначений настоятелем Свіязького Успенського монастиря Казанської єпархії, а також управителем справами фіно-угрів та тюрків (ерзя, чуваші, марі, удмурти), що прийняли хрещення.
11 вересня 1740 — зведений в сан архімандрита і призначений управителем справами корінних фіно-угорських народів Казанської, Нижньогородської, Астраханської та Воронезької губерній, де РПЦ (б) розгорнула брутальні акції насильного хрещення. Особисто розпорядився плюндрувати священні місця ерзянських громад поблизу Нижнього Новгорода, спровокувавши збройне Терюшевське повстання.
27 грудня 1741 — повертається до Москви. 10 вересня 1742 — наречений в єпископа Нижньогородського та Алатирського РПЦ(б). 14 вересня того ж року відбулася єпископська хіротонія.
9 серпня 1748 — через хворобу звільнений на покій до Раїфського Богородицького монастиря.
24 лютого 1752 — викликаний до Санкт-Петербургу для присутності у Святійшому Синоді, а вже 21 червня призначений єпископом Рязанським та Муромським РПЦ(б).
22 жовтня 1757 — зведений в сан архієпископа та призначений на Новгородську та Виликолуцьку катедру.
22 вересня 1762 — здійснив обряд коронації Катерини II.
8 жовтня того ж року зведений в сан митрополита.
1762 — призначений членом духовної комісії по церковних маєтках і по складанню духовних штатів.
30 червня 1767 — призначений депутатом від Святійшого Синоду та всього російського духовенства в Укладальну комісію.
Помер 14 грудня 1767 від апоплексичного удару (інсульту). Похований у новгородському Софійському соборі.

## Місіонерська, просвітницька та державна діяльність
Сприяв створенню семінарій та духовних училищ, займався розширенням навчальних програм (у Рязанській семінарії запровадив викладання грецької мови та філософії, у Новгородській — німецьку мову та географію). Під час його управління в єпархіях тривало активне будівництво церков.
Як член Святійшого Синоду РПЦ, підтримав ліквідацію православних монастирів (так звана секуляризація церковних земель), ініційованою імператрицею Єкатериною ІІ, а також виступив суддею у скандальній справі святителя Арсенія Мацієвича.

## Проповідницька та духовна діяльність

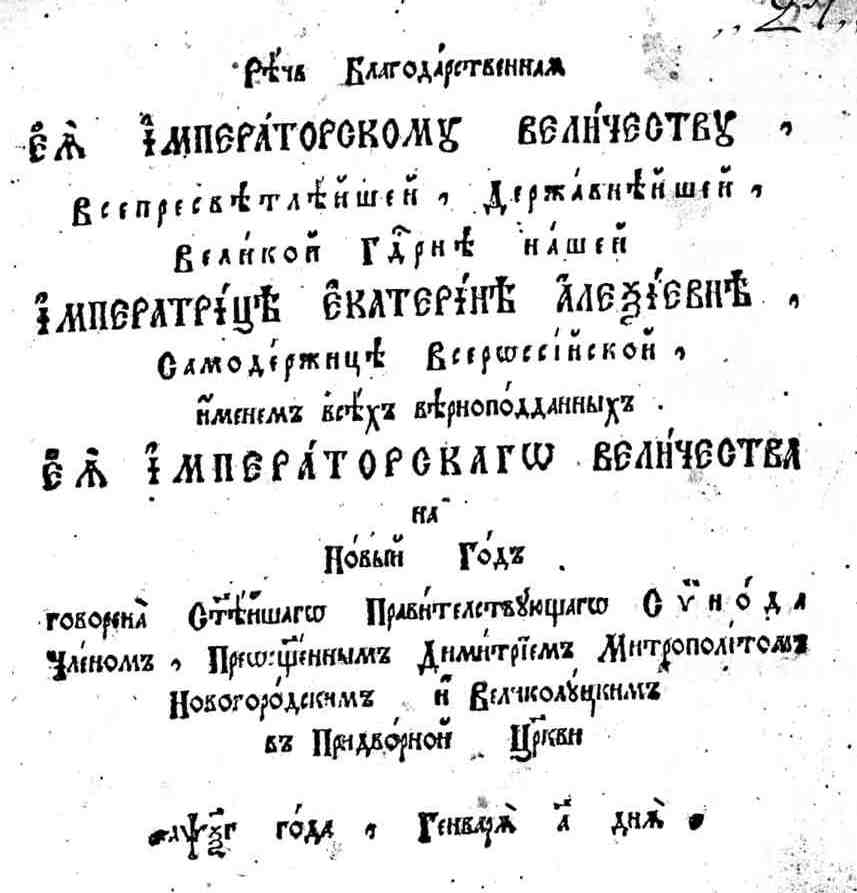
«Привітальна промова» Катерині II. М., 1763.

Проявив себе як талановитий і активний проповідник, однак збереглося дуже мало його творів. Філарет (Гумілевський) повідомляв про 2 рукописних збірки його «слів», які збиралася видати Катерина ІІ. За життя видано 2 проповіді 1742 р., а також привітання з новим роком Катерині ІІ — «Привітальна промова» 1763 р. На початку XIX ст. у журналі «Отечественные записки» були опубліковані 3 його невеличкі привітальні промови Петру III.
Разом з Сильвестром Кулябкою Димитрій Сеченов вважається одним із можливих адресатів «Гімну бороді» Михайла Ломоносова (1757), а також одним із можливих авторів вірша у відповідь «Перевдягнута борода чи гімн п'яній бороді», із підписом «Христофор Зубницький» (див. коментарі до ПСС М. В. Ломоносова).
Приклад привітальної промови Петру III:

| Что речемъ, сынове россійстіи? Благодаряще благодаримъ Вышняго, владѣющаго царствомъ о благополучіи нашего; ему же восхоте дарова, вознесе избраннаго отъ людей своихъ. Но что тебе, дражайшій государь, въ сій день благополучія и прославленія Божескія принесемъ? Отроковица иногда, услышавши гласъ тезоименитаго твоего Петра, не отверзетъ отъ радости дверей. Мы, видѣвше и свѣтлое лицо твое и слышавши твой гласъ, не можемъ от радости отверсти устенъ, но отверзаемъ пламенемъ любве и въ вѣрности горящая сердца; твоя отъ твоихъ приносимъ; воспріими прародительскій престолъ твой, еще въ 1742 году тебѣ въ наслѣдіе врученный и присягою утвержденный, во странахъ Европы и Азіи проповѣданный. Успѣвай и царствуй, пріими государство твое въ крѣпкое защищеніе. Защити матерь свою христову церковь, въ ней же духомъ святымъ рожденъ еси; заступи обидимыя, устраши злыхъ, возлюби добрыхъ, управляй своима очима и рукама великое сіе служеніе. Речь преосвященного Димитрия архиепископа новгородского, к Его Императорскому Величеству, поздравительная о восшествии на всероссийский престол //Отечественные записки. 1839. № 6. Раздел «Смесь». С.2-3. |

## Видані праці
- «Слово на день Благовещения» 1742 г., издано в Московской синодальной типографии, второе издание — 1743 г.
- Слово в день явления чудотворной иконы Пресвятой Богородицы во граде Казани. СПб., 1742; второе издание — 1743 г., третье — 1746.
- «Речь благодарственная» М., 1763.
- «Три речи Димитрия Сеченова» // Отечественные записки. 1839. № 6.
- Поучения в дни праздников // Рязанские Епархиальные ведомости. 1911. № 21. С. 815; № 22. С. 857;
- Проект «об едином новокрещенских дел правлении» (26 августа 1748 г.) // Известия Общества археологии, истории и этнографии при императорском Казанском университете. 1912. Т. 28. Вып. 1-3. С. 266–270.